# Ilija (okres Banská Štiavnica)
Ilija (maďarsky Illés, německy Sankt Egidien bei Schemnitz) je obec na Slovensku v okrese Banská Štiavnica.  Žije v ní 350 obyvatel.

## Historie
První písemná zmínka o vesnici pochází z roku 1266.

## Přírodní poměry
V katastrálním území obce se nachází hora Sitno (1009,2 metrů), nejvyšší bod Štiavnických vrchů se stejnojmennou národní přírodní rezervací.

## Pamětihodnosti
Na hoře Sitno se nachází rozhledna, vysílač a zřícenina hradu Sitno ze 13. století. V obci stojí římskokatolický kostel svatého Jiljí postavený ve druhé polovině 13. století v románském slohu.

## Osobnosti
- Andrej Kmeť – římskokatolický kněz, botanik, archeolog, etnograf
- Maximilián Remeň – slovenský filmový střihač
- Vojtech Remeň – slovenský sochař
- Štefan Veis – slovenský fyzik
- Tobiáš Jozef Zigmund – ředitel teologického semináře v Praze, přední představitel banskoštiavnického sboru adventistů a v neposlední řadě znalec dějin svého rodiště
- Peter Debnár – herec a divadelní režisér